# はじめての夏
「はじめての夏」（はじめてのなつ）は、SMAPの8枚目のシングル。1993年（平成5年）6月6日にビクターエンタテインメントから発売された。

## 概要
- 本作は、日本においてCDが多く発売される水曜日ではなく日曜日に発売された。
- 「はじめての夏」はテレビ東京系アニメ『姫ちゃんのリボン』第2期エンディング主題歌。
- 「はじめての夏」の仮題は「夏がやってくる」だった。リリース直前に変更になったため、ラジオ番組がリリース前の新着としてオンエアした当初は「夏がやってくる」と紹介された[要出典]。
- 「はじめての夏」は1995年（平成7年）1月1日発売の『Cool』（アルバムバージョン）、1995年（平成7年）11月22日発売の『BOO』（リミックスバージョン）、1997年（平成9年）3月26日発売の『WOOL』（『Cool』収録のアルバムバージョン）、2001年（平成13年）3月23日発売の『Smap Vest』に収録されている。
- カップリングの「これから海へ行こうよ」はアルバム未収録。中居正広のみ大サビにソロがある。

## 収録曲
1. はじめての夏 [4:54]
作詞:森浩美 / 作曲:馬飼野康二 / 編曲:長岡成貢 / コーラスアレンジ:松下誠
  - テレビ東京系アニメ「姫ちゃんのリボン」エンディング・テーマ
2. これから海へ行こうよ
作詞:真名杏樹 / 作曲:多々納好夫 / 編曲:重実徹
3. はじめての夏（オリジナル・カラオケ）
4. これから海へ行こうよ（オリジナル・カラオケ）

## 収録アルバム
- Cool（#1）
  - アルバム・バージョンを収録。
- BOO（#1）
  - リミックス・バージョンを収録。
- Wool（#1）
  - アルバム・バージョンを収録。
- Smap Vest（#1）

## 映像作品
はじめての夏
- SEXY SIX SHOW
- SMAP 010 "TEN"
  - 5人体制 初披露。
- SMAP LIVE AMIGOS!
- Live MIJ
- Clip! Smap! コンプリートシングルス

これから海へ行こうよ
- SEXY SIX SHOW